# Posádková hudba Marného Slávy
Posádková hudba Marného Slávy je česká rocková skupina. Vznikla v roce 1984 ve Vsetíně. Ve své tvorbě navazovala na tradici českého undergroundu, kterou spojovala s progresivním rockem a názvuky valašské lidové hudby, které dodával výrazný houslový part. Josef Zubař ji v časopise Vokno charakterizoval slovy: „Jsou v ní velmi dobří instrumentalisté a kapela je výborně sehraná, vynikající jsou i texty. (…) Dosud jsem neslyšel skloubit zvuk rockové kapely s folklórem jako v tomhle případě.“ PHMS také zhudebňovala básně Jakuba Demla a Leonida Nikolajeviče Andrejeva. Od roku 1992 skupina vystupuje pouze sporadicky, vydala kompilační alba Post Mortem I. a Post Mortem II.

## Sestava
- Vlastislav Filgas (Amádo) – zpěv, plechovky, dřívka
- Pavel Olšák (Denny) – kytara
- Pavel Čunek (Čuňas) – kytara, klávesy, saxofon, zpěv
- Stanislav Fojtů – basa
- Radovan Macho – kytara
- Jiří Skýpala (Kofi) – bicí
- Ivan Ryl – housle (host)
- Daniel Macho – housle (host)

### Dřívější členové:
- Josef Františ – bicí
- Petr Žídek – basa
- Miroslav Mrlina – basa
- Radek Kaizer – basa

## Diskografie
- Post Mortem I., Guerilla Records 2014
- Post Mortem II., Guerilla Records 2016